# 日支闘争計画
日支闘争計画（にっしとうそうけいかく）とは、日本と支那（中華民国）を争わせ、世界戦争を誘発して日本を包囲殲滅する計画と言われるもの。コミンテルン（国際共産党、第三インターナショナル）によって考案され、コミンテルンに指導された勢力ー中国共産党、日本軍部の統制派、太平洋問題調査会（IPR）などによって実行されたとする見解もある。

## 概要
1918年（大正7年）9月、モスクワにおいてボリシェビキの会議が開かれ、日支闘争計画案が決議された。その内容は、直ちに日本と中国との内部破壊を図るとともに、中国に反日運動を起こさせ、それを日支の武力闘争にまで発展させ、それに対してソ連と特にアメリカとを干渉させる戦争にまで発展させて日本を倒し、それとともに欧州に社会革命を起こさせる第二次の世界大戦を計画するというものであった。
「この計画案通りに、大日本帝国は日中戦争、太平洋戦争へと導かれ、滅亡した」と、この説は渡部梯治によって紹介された。

## 日支闘争計画の実行機関、太平洋問題調査会（IPR）
IPRは1925年（大正14年）に設立されたロックフェラー主催の民間機関である。日本代表は新渡戸稲造・松岡洋右・鶴見祐輔らであり、幹事長は斉藤惣一（日本YMCA同盟総主事）であった。第3回会議は1929年（昭和4年）10月、京都で開催され、アーノルド・J・トインビーやジョン・ロックフェラー三世らが出席した。米国代表はオーエン・ラティモアであった。日本からは西園寺公一らが参画した。1936年（昭和11年）7月、カリフォルニアのヨセミテで太平洋問題調査会の第6回大会には牛場友彦、尾崎秀実らも参画した。リヒャルト・ゾルゲ、原田熊雄らもこのラインにつながっていた。

## レーニンの敗戦革命論
敗戦革命論とは、軍を取り込むか無力化させて革命勢力に対抗する力を削ぐという理論。パリコミューンおよび帝政の倒れたロシア革命やドイツ革命のように、対外戦争を内乱に転化する、即ち戦争や内乱・騒擾などによる自国の混乱や弱体化に乗じて革命で政権を掌握させることを目指すもので、後のコミンテルン第六回大会や第7回コミンテルン世界大会でも採用された。これには人民戦線戦術や扇動などを用いた政策の誘導や妨害（一例として戦争当事国における開戦後の反戦運動）も含まれる。
1920年（大正９年）レーニンはモスクワ共産党細胞書記長会議で次のように述べた。

## コミンテルン1928年テーゼ
1928年（昭和3年）のコミンテルン第六回大会に於て採択された決議「帝国主義戦争と各国共産党の任務に関するテーゼ」より抜粋する。
「日本の陸軍は、殆んど大部分が貧農と小市民、勤労階級の子弟によって構成されている。将校も大多数が中産階級以下の出身者である、従ってその社会環境と思想傾向は、反ブルジョア的だ。だからこの陸軍を背景とした所謂国家革新運動は反資本主義的である。」このことをコミンテルンは見抜いた。
1930年代はじめの上海で中国共産党員の指導する「日支闘争同盟」は、日本海軍の艦艇乗組員に対する反戦ビラの配布もおこない、日本人民解放連盟は日本兵捕虜に対し共産主義思想の植え付けと敗戦革命を狙った思想改造（階級闘争と自己批判に基づく洗脳）を施した。またこの方針は、戦後のシベリア抑留や撫順戦犯管理所にも引き継がれている。

## コミンテルン指令1931年
満州事変（柳条湖事件）の勃発した1931年（昭和6年）、コミンテルンは日本及び中国の共産党に対し、次の指示を出した。
日本と中国の対立を利用して、中国大陸への日本の進出を軍事的に失敗させ、それによって日本の革命を進めるとともに、中国内部をも改革する。来たるべき第二次世界大戦には間があるから、その間に共産革命の組織拡大を図ること（コミンテルン執行委員会国際連絡部、中国共産党#歴史、太平洋労働組合書記局、コミンテルン極東局、ヌーラン事件も参照）。それにはまず全中国人民の抗日感情を煽り立てることが必要であり、それによって国民党と日本との妥協を不可能にする。国府軍と日本軍との衝突が避けられないものとなれば、次は戦線を華北から華南方面郎にまで発展させる（第一次上海事変と南京の鶯も参照）。それだけで日本軍のソ連包囲態勢に楔がはいり、同時に中国共産党のためには、革命への客観的条件が準備されることになる。故に国府軍と日本軍との衝突の隙に乗じて、中共の発展を策すよう諸般の行動に移るべ
し（レーニンの敗戦革命論、敗戦革命戦略も参照）。
この時は、日中両国によって塘沽停戦協定による満州事変の決着と、梅津・何応欽協定および土肥原・秦徳純協定の締結で全面衝突の回避が図られた。

## コミンテルン指令1937年
1939年10月興亜院政務部（担当者は嘱託原口健三）が作成した、「盧溝橋事件に関するコミンテルンの指令」「コミンテルン並に蘇聯邦の対支政策に関する基本資料」(極秘)という資料が残っている。コミンテルンの指令の要旨は、
1. あくまで局地解決を避け、日支全面衝突に導くこと（日中戦争および支那事変も参照）。
2. あらゆる手段を利用し、局地解決や日本への譲歩によって支那の解放運動を裏切る要人は抹殺すること（東亜新秩序#前史、藍衣社も参照）。
3. 下層民衆を煽動して、国民政府を対日戦争開始に追い詰めること（人民戦線、策動、工作、排日・侮日、憎悪犯罪、憎悪表現、ネガティブ・キャンペーンおよぴ認知戦も参照）。
4. 対日ボイコットを拡大し、日本を援助する国はボイコットで威嚇すること（欧米の反応、ABCD包囲網、太平洋問題調査会、同調圧力も参照）。
5. 紅軍は国民政府軍と協力（統一戦線即ち第二次国共合作）する一方、パルチザン的行動に出ること（共産軍の山西省攻撃、便衣兵）。
6. 共産党は国民政府軍下級幹部、下士官、兵士及び大衆を獲得し（人民戦線戦術も参照）、国民を凌駕する党勢に達すること（敗戦革命戦略も参照）。

「中共党はこの指令に基づき、周恩来を蔣と会見させ、国共合作、紅軍改編を申入れたとしている」（西安事件）

## 尾崎秀実の謀略工作
盧溝橋事件以降、船津和平工作・トラウトマン工作・宇垣工作・高宗武工作など、日中間で和平の努力が重ねられていたが、1938年（昭和13年）コミンテルンのスパイ尾崎秀実とそのグループ（ゾルゲ諜報団）は、三田村武夫によれば「日華事変を長期戦に追い込むために蔣介石との和平交渉を遮断する楔として日本のかいらい政権をつくらせる」目的で、汪兆銘工作を開始した（アクティブ・メジャーズも参照）。尾崎秀実の手記より引用する。
さらに尾崎は対米英戦争長期化を目論んで、「東亜新秩序」建設を主張した。
当時は、官僚・軍部・大学教授などにも親ソ的な風潮がはびこり、米国や英国と対抗するためイタリア王国、ナチス・ドイツ、日本、ソビエト連邦による日独伊ソ四国同盟構想もあった。

## 近衛上奏文
1943年（昭和18年）3月18日、近衛は、小林躋造海軍大将を荻外荘に招き、後継首班を引き受けて「赤に魅せられた」陸軍の革新派を速やかに粛清することを要請し、次のように述べた。
1943年（昭和18年）4月、三田村武夫は荻外荘に近衛文麿公を訪れ、
「この戦争は必ず敗ける。そして敗戦の次に来るものは共産主義革命だ。日本をこんな状態に追い込んできた公爵の責任は重大だ！」と言ったところ、近衛はめづらしくしみじみとした調子で、第一次、第二次近衛内閣当時のことを回想し、
「なにもかも自分の考えていたことと逆な結果になってしまった。ことここに到って静かに考えてみると、何者か眼に見えない力にあやつられていたような気がする」と述懐した。
1945年（昭和20年）2月14日、近衛は昭和天皇に拝謁し、近衛上奏文を捧呈、軍内部の共産主義者の摘発と戦争の早期終結を訴えた。
皇道派の理念とは「赤の排撃、ソ聯の警戒を根本的主張とし、支那事変の急速処理、南方進出の危険性、英米との開戦の不可を説くこと」であった。
山口富永は皇道派を擁護して、次のように主張している。
猪木正道、立花隆、秦郁彦、半藤一利、保坂正康、澤地久枝らはこうした皇道派びいきの歴史観を批判している。

## 岸信介の言葉
岸信介は三田村武夫の著書「大東亜戦争とスターリンの謀略」を読んで、次のような読後感を残している。

## 年表

### 1915年（民国4年、大正4年）
- レーニン著「社会主義と戦争」。

### 1917年（民国6年、大正6年）
- 2月23日 - ロシア革命勃発

### 1918年（民国7年、大正7年）
- 9月 - ボリシェヴィキ、日支闘争計画を決議。

### 1919年（民国8年、大正8年）
- 3月2日 - コミンテルン設立。国際共産主義運動も参照。
- 9月1日 - アメリカ共産党

### 1920年（民国9年、大正9年）
- レーニンの敗戦革命論。二段階革命論も参照。
- 3月7日 - 尼港事件(5月まで)。シベリア出兵が長引いた一因。
- 4月6日 - 極東共和国建国
- 7月 - 第2回コミンテルン大会
- 9月1日から9月7日 - 東方諸民族大会。日本や中国から参加者あり。
- 9月12日,10月2日 - 琿春事件発生。背景に間島問題（満州事変の遠因）。
- 10月16日 - 琿春事件を受け間島出兵。

### 1921年（民国10年、大正10年）
- 4月21日 - 東方勤労者共産大学設立、日本や中国から留学者あり。
- 6月 - 第3回コミンテルン大会（統一戦線）
- 7月 - 上海にコミンテルン執行委員会国際連絡部設立。
- 7月23日 - コミンテルンの中国支部・中国共産党結成
- 8月14日 - トゥヴァ人民共和国成立。ただし、清代のロシアによる分離工作や1920年に共産軍が侵入した経緯から、中華民国は承認せず。
- 8月26日から1922年4月16日 - 日ソ、大連会議

### 1922年（民国11年、大正11年）
- 1月21日から2月2日 - 極東諸民族大会。日本や中国から参加者あり。
- 7月15日 - コミンテルンの日本支部・日本共産党結成。第一次共産党も参照。
- 9月4日から25日 - 長春会議(日本とソ連の国交協議)

### 1924年（民国13年、大正13年）
- 1月20日 - 中国国民党第一回全国代表大会は国共合作の政策を採用(第一次国共合作)。
- 1月21日 - ソ連、レーニン死去。権力闘争の末、後継はスターリン。トロツキー暗殺も参照。
- 3月 - ビューロー (日本共産党)
- 5月 - 中国、黄埔軍官学校設立。
- 9月20日 - 奉ソ協定締結。
- 11月26日 - 外蒙古にモンゴル人民共和国成立。ただし、中華民国はソ連の傀儡国家として独立を認めず、ソ連の軍事力によって中国からの独立が保たれた。

### 1925年（民国14年、大正14年）
- 1月20日 - 日ソ基本条約締結
- 4月9日 - ソ連、第九十四号命令。後の中ソ紛争の一因。
- 4月17日 - 朝鮮共産党結成。1926年春に正式な共産党（コミンテルン支部）となった。
- 5月12日 - 日本、治安維持法施行。
- 5月30日 - 上海で五・三〇事件。背景にコミンテルンの扇動。
- 8月 - 中国、国民革命軍創設。
- 9月 - モスクワ中山大学設立。

### 1926年（民国15年、大正15年/昭和元年）
- 国際レーニン学校設立、日本や中国から留学者あり。
- 3月20日 - 中国、中山艦事件
- 8月10日 - 宝来丸略奪事件
- 12月 - 第二次共産党

### 1927年（民国16年、昭和2年）
- 3月24日 - 南京事件 (1927年)発生。
- 4月3日 - 漢口事件
- 4月6日 - 3月の南京事件を受け、北京政府は北京のソ連大使館捜索
- 4月12日 - 上海クーデター後、第一次国共合作は事実上崩壊。南京国民政府の成立と寧漢分裂。中独合作も参照。
- 5月 - 上海租界で太平洋地域のプロフィンテルン支部（太平洋労働組合書記局）設立。
- 6月1日 - 3月の南京事件の教訓から、北伐軍の山東省接近を受け第一次山東出兵（9月8日まで）。
- 7月13日 - 国民党左派の武漢政府、中国共産党との絶縁を決定、国共合作終わる。国共内戦に突入。
- 8月1日 - 中国共産党が南昌で武装蜂起(南昌起義)。
- 8月2日 - 万県事件
- 8月7日 - 中共、八七会議
- 9月10日 - 中国共産党が湖南省や江西省の辺境地域で武装農民暴動を扇動(秋収起義)。
- 12月11日 - 中国共産党が広州で武装蜂起(広州起義)。

### 1928年（民国17年、昭和3年）
- 4月15日 - 台湾共産党結成。日本共産党の台湾支部。
- 4月20日 - 北伐軍の山東省接近を受け第二次山東出兵
- 5月3日 - 済南事件
- 5月9日 - 済南事件を受け第三次山東出兵（1929年4月撤兵）
- 6月4日 - 満洲某重大事件。日本では定説ではないが、海外には張作霖爆殺事件ソ連特務機関犯行説もある。
- 7月17日から9月1日 - 第6回コミンテルン大会とコミンテルン1928年テーゼ。

### 1929年（民国18年、昭和4年）
- 7月14日 - 中ソ紛争勃発(同年12月まで)。
- 7月から翌1930年7月まで - 日本、武装共産党。日本共産党技術部も参照。

### 1930年（民国19年、昭和5年）
- ソ連のスパイ・リヒャルト・ゾルゲ、1932年まで上海で活動。尾崎秀実や川合貞吉らも参加するゾルゲ諜報団結成（獲得工作も参照）。
- 1月 - インドシナ共産党結成。コミンテルンのベトナム支部
- 5月1日 - 日本、川崎武装メーデー事件
- 5月30日 - 間島共産党暴動。満州事変の一因。
- 7月29日 - 上海にコミンテルン極東局
- 8月1日 - 八一吉敦暴動
- 12月 - 中国、第1次囲剿

### 1931年（民国20年、昭和6年）
- 1931年（昭和6年）初めから翌1932年末まで - 日本、非常時共産党
- 4月 - 中国、第2次囲剿。
- 6月 - 中国、第3次囲剿
- 6月15日 - 中国、ヌーラン事件
- 6月27日 - 中村大尉事件。満州事変の一因。
- 7月2日 - 万宝山事件。満州事変の一因。翌日、朝鮮排華事件も発生。間島問題も参照。
- 9月18日 - 満州事変（柳条湖事件）。同日、コミンテルン指令1931年。
- 11月7日 - 中国、瑞金で第一回全中国ソビエト代表者大会。中華ソビエト共和国臨時政府樹立。中国共産党革命根拠地も参照。

### 1932年（民国21年、昭和7年）
- 1月28日から3月3日 - 第一次上海事変
- 2月末 - 尾崎秀実帰国、日本国内でゾルゲ諜報団活動開始（ヒューミント）。
- 7月 - 中国、第4次囲剿
- 7月24日 - 日本、社会大衆党結成。
- 10月 - リンチ共産党
- 10月6日 - 日本、赤色ギャング事件
- 11月13日 - 南京の鶯（情報戦、心理戦、プロパガンダも参照）

### 1933年（民国22年、昭和8年）
- 2月24日 - 国際連盟総会、「支日紛争に関する国際連盟特別総会報告書」勧告案の採決。
- 4月12日〜1934年 - 東トルキスタン共和国
- 5月31日 - 日中間で塘沽停戦協定締結。この協定で、満州事変に一応の決着。
- 10月 - 中国、第5次囲剿(1934年10月まで)
- 11月 - 中国、福建事変
- 12月23日 - 日本共産党スパイ査問事件

### 1934年（民国23年、昭和9年）
- 10月 - 中国紅軍、長征開始(1936年10月まで)

### 1935年（民国24年、昭和10年）
- 1月8日 - 哈爾哈廟事件（日ソ間紛争）
- 1月15日から1月17日 - 中共、遵義会議
- 6月10日 梅津・何応欽協定
- 6月27日 土肥原・秦徳純協定
- 7月25日から8月20日 - 第7回コミンテルン大会（人民戦線戦術および統一戦線も参照）
- 8月1日 - 中共、八・一宣言
- 11月1日 - 汪兆銘狙撃事件（藍衣社も参照）
- 11月9日 - 中山水兵射殺事件
- 11月25日 - 河北省に冀東防共自治政府成立。

### 1936年（民国25年、昭和11年）
- ソ連、1936年から1938年にわたり大粛清。グラーグも参照。
- 1月29日 - 金廠溝事件（日ソ間紛争）
- 3月12日 - ソ蒙相互援助議定書締結
- 3月 - 日本共産主義者団
- 5月 - 南満州に朝鮮祖国光復会(抗日民族統一戦線)結成。
- 6月3日-11月15日 - 満洲里会議
- 6月19日 - 乾岔子島事件（日ソ間紛争）
- 8月24日 - 成都事件
- 9月3日 - 北海事件
- 9月19日 - 漢口邦人巡査射殺事件
- 9月23日 - 上海日本人水兵狙撃事件
- 11月25日 - 第7回コミンテルン世界大会を受け、日独防共協定(反コミンテルン協定)締結
- 12月12日 - 中国、西安事件

### 1937年（民国26年、昭和12年）
- コミンテルン指令1937年。
- 2月15日から同月21日まで - 中国国民党第五期第三次中央執行委員全体会議
- 2月21日 - 日本無産党結成。
- 7月7日 - 盧溝橋事件、この事件が日中戦争の開始とされる。シナ事変勃発
- 7月13日 - 大紅門事件。
- 7月25日 - 郎坊事件。
- 7月26日 - 広安門事件。
- 7月29日 - 通州事件発生。朝鮮人を含む日本人居留民多数が暴徒に惨殺され、対中感情が極度に悪化。
- 8月9日 - 大山事件。
- 8月13日 - 第二次上海事変、日中戦争が本格化。大日本帝国陸軍、中国への派兵を決定。日本、招集の増加（病院船、病客車、傷痍軍人も参照）。召集令状を受けた出征者に千人針を贈る風習は1945年8月の敗戦まで続いた。また、国防献金も終戦まで盛んに行われた。
- 8月21日 - 中ソ不可侵条約締結。その後。在華ソビエト軍事顧問団が派遣され、国民革命軍の対日作戦に影響を与えた。
- 9月23日 - 中国国民党と中国共産党による第二次国共合作が成立
- 9月 - 日本、国民精神総動員。その後、次第に日本における検閲の強化や報道が加熱（大陸の花嫁・暴支膺懲）、同調圧力も強まる（非国民およびレッテル貼りも参照）。また、露営の歌など、軍歌もさかんに流れるようになった。
- 12月15日 - 日本、人民戦線事件発生（〜1938年2月1日）、第7回コミンテルン世界大会の影響。1937年以降、革新官僚の主導で戦時統制経済開始、戦時体制に移行。

### 1938年（民国27年、昭和13年）
- 1月3日 - 岡田嘉子と杉本良吉、50度線からソ連領に越境。これを受け、翌年に国境取締法施行。
- 1月16日 - 近衛文麿、「国民政府を対手とせず」の声明を出し、トラウトマン工作の打ち切り。背景にソ連のスパイ・尾崎秀実らの積極工作（アクティブ・メジャーズ）。
- 2月23日 - ソ連空軍志願隊などによる日本領土（松山飛行場）への攻撃。
- 6月10日 - 砕氷船・地領丸（後の宗谷）竣工
- 7月29日 - 張鼓峰事件（日ソ間紛争）。

### 1939年（民国28年、昭和14年）
- 5月11日 - ノモンハン事件（日ソ間紛争）。
- 5月26日-5月27日 - 東安鎮事件（日ソ間紛争）
- 7月26日 - アメリカ、日米通商航海条約廃棄。背景にアメリカ共産党による反日工作（アクティブ・メジャーズ）。
- 9月 - 米国共産党調書発行（ヴェノナ文書も参照）。
- 11月18日 - 日本、太平洋問題調査会から事実上の脱退。
- 11月 - 日本、企画院事件発生（〜1941年4月）。
- 12月14日  - 国際連盟、フィンランドを侵略したソ連を除名。冬戦争とモロトフ＝リッベントロップ協定も参照。

### 1940年（民国29年、昭和15年）
- 3月30日 - 中華民国維新政府と中華民国臨時政府を統合、汪兆銘、国民政府の南京遷都（「還都」）を宣言し、林森を主席とし、自らを代理主席とする新中央政府（南京国民政府、汪兆銘政権）を成立させる。汪兆銘工作および尾崎秀実の謀略工作も参照（アクティブ・メジャーズ）。

### 1941年（民国30年、昭和16年）
- 1月4日 - 中国、皖南事変
- 4月25日 - 日ソ中立条約調印。ソ連による対中支援の停止。
- 7月24日 - アメリカ、在米の日本資産を凍結。背景にソ連による工作（アクティブ・メジャーズ）
- 7月28日 - 日本軍、南部仏印進駐（南進論も参照）。背景にソ連のスパイ・尾崎秀実の誘導工作（アクティブ・メジャーズ）。
- 8月1日 - アメリカ、「全侵略国」への石油の輸出を全面禁止（対日石油禁輸措置）。背景にソ連による工作（アクティブ・メジャーズ）。ABCD包囲網の完成。
- 8月14日 - 大西洋憲章。
- 9月27日 - ゾルゲ事件（〜1942年4月）。
- 10月18日 - 東条英機内閣、成立。統制派および革新派も参照。
- 12月8日 - 太平洋戦争（大東亜戦争）始まる（日本の対米英宣戦布告）。汪兆銘が「大東亜戦争に関する声明」を発表。

### 1942年（民国31年、昭和17年）
- 1月1日 - 連合国共同宣言。

### 1943年（民国32年、昭和18年）
- 2月1日 - ヴェノナ・プロジェクト開始。（シギントも参照）
- 3月7日 - 毛沢東ひきいる中国共産党が、馮竜を使者として汪兆銘に接触し、和平統一を申し出る
- 4月5日 - 大本営が支那派遣軍に対ソ作戦に関する指示。北方転用予定で在支6個師団を指定

### 1944年（民国33年、昭和19年）
- 10月11日 - ソ連、トゥヴァ人民共和国を併合しトゥヴァ自治州とする。
- 11月12日 東トルキスタン共和国再興

### 1945年（民国34年、昭和20年）
- 2月4日 - クリミア半島ヤルタで米英ソの首脳がヤルタ会談を開催、英米ソの「政府の首脳」間で密約。アルジャー・ヒスが関与[14]ただし、米国など議会の承認なく、かつ協定の主体が国や政府ではないことに留意。密約に法的効力はなく、当然不参加の日本はこれに拘束されない。冷戦も参照。
- 4月5日 - ソ連、日本に対して翌年期限切れとなる日ソ中立条約を延長しないと通達。小磯国昭内閣が総辞職。
- 6月26日 - サンフランシスコ会議において国際連合憲章を採択、51ヶ国により署名
- 7月26日 - ポツダム宣言。
- 8月8日 - 夕刻ソ連、国際法（日ソ中立条約、国連憲章2条4項）に違反し対日宣戦布告、満州国に侵攻（ソ連対日参戦）。
- 8月11日未明 - ソ連軍、南樺太の50度線に攻撃開始（樺太の戦い、日本本土の戦いも参照）。
- 8月12日 - 麻山事件、牡丹江の戦い（〜16日）
- 8月13日 - 小山克事件
- 8月14日 - 終戦の詔が出される。連合国に対し、中立国を経由しポツダム宣言受諾（降伏）を通告。中ソ友好同盟条約締結。葛根廟事件。
- 8月15日（終戦の日） - 日本で「戦争終結の詔書」がラジオ放送される（玉音放送）。局地戦を除き、停戦（日本の降伏）。大陸の状況については、ソ連軍占領下地域も参照。戦後、東西冷戦へ。
- 8月16日 - ソ連軍、恵須取郡に上陸し南樺太西岸北部に侵略開始（樺太の戦い、日本本土の戦いも参照）。大本営は一旦停戦命令を出すも、ソ連軍による日本側停戦軍使の射殺が多発し、後に自衛戦闘を許可（樋口季一郎#対ソ連占守島・樺太防衛戦と戦後も参照）。
- 8月17日 - ベトナム八月革命。
- 8月18日
  - 未明 - ソ連軍、千島列島の占守島に侵略開始（占守島の戦い、日本本土の戦いも参照）。
  - 満州国崩壊後、内モンゴル人民解放委員会とフルンボイル地方自治政府も成立
- 8月20日 - ソ連軍、真岡に上陸し南樺太西岸南部に侵略開始。真岡郵便電信局事件が発生（樺太の戦い、日本本土の戦いも参照）。
- 8月21日 - 占守島の日ソ両軍、停戦する。
- 8月22日未明 - 樺太における日ソ停戦合意。その後、ソ連軍による小笠原丸撃沈および豊原市空襲（三船殉難事件、樺太の戦い、日本本土の戦いも参照）。
- 8月25日
  - 牡丹江事件、仁義佛立講開拓団遭難。京城日本人世話会。
  - ソ連軍、樺太の大泊に上陸。さらに千島列島の松輪島を占領。
- 8月26日 - 満州国での戦闘が終わる。
- 8月27日 - 敦化事件、佐渡開拓団跡事件。
- 8月28日 - ソ連軍、択捉島および南樺太の占領完了。
- 8月29日 - ソ連軍、千島列島のウルップ島を占領。
- 8月30日 - 連合国軍最高司令官マッカーサー、厚木飛行場に到着。連合国軍最高司令官総司令部（GHQ）[15]
- 9月1日
  - 釜山日本人世話会
  - ソ連軍、国後島・歯舞群島を占領。
- 9月2日 - ベトナム民主共和国
- 9月5日
  - ソ連、国際法（ポツダム宣言）に違反し、ハバロフスクへ連行した首脳部も含め、関東軍将兵57万人を強制連行（シベリア抑留）。過酷な環境で奴隷的使役（強制労働）を強要。ラーゲリも参照。
  - ソ連軍、色丹島を占領し、北方四島の占領を完了。
- 9月6日 - 朝鮮人民共和国
- 9月7日 - 連合国占領期の朝鮮
- 9月9日 - 内モンゴル人民共和国成立
- 9月17日 - 瑞穂村開拓団集団自決
- 10月1日 - 京城日本人世話会罹災民救済病院
- 10月4日 - 治安警察法と特高警察廃止、公職追放開始。
- 10月15日 
  - 本土の日本軍、武装解除完了。
  - 治安維持法廃止と政治犯の釈放。これはGHQ調査課長エドガートン・ノーマンの指示による。
  - 在日本朝鮮人連盟
- 11月2日 - 日本社会党結党。前身は社会大衆党および日本無産党、後身は新社会党や社会民主党および立憲民主党左派（近藤G、吉田G、菅Gなど）
- 11月23日 - 財閥解体
- 11月26日 - 中国共産党、内モンゴル人民共和国を内モンゴル自治運動連合会に改組。
- 12月1日 - 陸軍省、海軍省をそれぞれ第一復員省と第二復員省に改組（復員も参照）
- 12月15日 - GHQは神道指令

### 1946年（民国35年、昭和21年）
- 1月19日 - 東モンゴル自治政府成立
- 2月3日 - 通化事件（残留日本兵#中国および中国残留日本人も参照）。
- 2月4日 - ソ連、国際法（大西洋憲章）に違反し、一方的に樺太・千島の併合を主張。日ソ基本条約および国連憲章も参照。北方領土問題
- 2月12日 - 文部省、GHQ指令を受け修身・国史・地理教科書の回収について通達（墨塗り教科書も参照）。
- 2月 - 日本、国鉄労働組合総連合会結成。
- 5月 - 満洲からの引き揚げ開始（葫芦島在留日本人大送還および引揚者も参照）。
- 5月3日から1948年（昭和23年）11月12日 - 極東国際軍事裁判
- 5月19日 - 日本、飯米獲得人民大会
- 5月27日 - 内モンゴル自治運動連合会に東モンゴル自治政府（東モンゴル支部）を統合。
- 10月10日 - 中国人民解放軍総司令部が「打倒蔣介石、解放全中国」のスローガンを発表
- 10月 - 農地改革
- 11月3日 - 日本国憲法公布。
- 12月20日　- 日本、首相官邸デモ事件

### 1947年（民国36年、昭和22年）
- 2月1日 - 日本、二・一ゼネスト
- 4月1日 - 学制改革
- 5月3日 - 日本国憲法施行。
- 5月24日 - 日本、片山内閣（日本社会党政権）成立
- 5月 - 内モンゴル自治政府成立
- 6月8日 - 日本教職員組合（日教組）設立
- 9月 - コミンフォルム
- 10月14日 - 日本、旧皇族の皇籍離脱。この中には、女系で明治天皇や昭和天皇の流れを汲み現在の皇室と近親な家も含まれる（菊栄親睦会も参照）。
- 12月31日 - 内務省解体

### 1948年（民国37年、昭和23年）
- 内モンゴル自治政府にフルンボイル地方自治政府を統合。
- 1948年 - 1951年 中華人民共和国によるチベット併合。チベット独立運動も参照
- 4月3日 - 済州島四・三事件
- 4月15日 - 日本、東宝争議
- 7月1日 - 日本、国家公務員法施行。欠格条項（38条）あり。
- 9月9日 - 北朝鮮、朝鮮民主主義人民共和国成立。
- 10月19日 - 麗水・順天事件

### 1949年（民国38年、昭和24年）
- 1月25日 - 中国共産党が北京を攻略。
- 1月31日 - 中国共産党の人民解放軍が北京入城。
- 4月23日 - 中国共産党の人民解放軍、中華民国の首都南京を制圧。
- 5月20日 - 中国国民党、台湾に戒厳令施行。
- 6月30日
  - 北朝鮮、朝鮮労働党結成。朝鮮労働党は日本社会党と友好関係にあった。
  - 日本、平事件
- 7月5日から翌7月6日 - 日本、下山事件
- 7月15日 - 日本、三鷹事件
- 8月17日 - 日本、松川事件
- 8月29日 - ソ連が初の核実験・RDS-1を実施（ソ連による原子爆弾開発計画）。ベノナ及びローゼンバーグ事件、ジョルジュ・コワリも参照。
- 10月1日 - 中華人民共和国成立
- 10月13日 - 中華人民共和国による新疆侵攻、東トルキスタン独立運動も参照。
- 12月 - 中華人民共和国による内モンゴル自治政府の併合。内モンゴル独立運動も参照。
- 12月25日から12月30日 - ソ連、一方的にハバロフスク裁判開催。

### 1950年（民国39年、昭和25年）
- 祖国防衛隊 (在日朝鮮人団体)成立。
- 5月30日 - 人民広場事件
- 6月6日 - 人民広場事件を受け、レッドパージ開始。逆コースも参照。
- 7月 - ソ連、969人の日本人捕虜を中国側に引き渡した。結果、計982人が撫順戦犯管理所に抑留された。
- 12月1日　- 日本、大津地方検察庁襲撃事件

### 1951年（民国40年、昭和26年）
- 1月 - 在日朝鮮統一民主戦線
- 2月13日 - 日本、地方公務員法施行。欠格条項（16条）あり。
- 9月8日 - サンフランシスコ平和条約（ソ連・現ロシアは調印拒否）および旧日米安保条約調印。
- 10月 - 日本共産党の51年綱領。中核自衛隊、山村工作隊の活動により後の選挙で全議席を失い、後に武装闘争の否定を主張（敵の出方論、日本の新左翼も参照）。一連の動きは、後の破壊活動防止法制定や公安調査庁設置に繋がった。
- 12月26日 - 練馬事件

### 1952年（民国41年、昭和27年）
- 1月21日 (夜) - 白鳥事件発生
- 2月3日　- 日本、田口事件
- 4月28日 - 日華平和条約調印。同日、サンフランシスコ平和条約発効、日本は独立を回復。ただし、ソ連・現ロシアは調印拒否していることから、日露二国間の外交関係に効力は及ばない。